# 제임스 헤크먼
제임스 조셉 헤크먼(James Joseph Heckman, 1944년~)은 노벨상을 수상한 미국 경제학자 로 현재 시카고 대학에서 헨리 슐츠 경제학 및 대학 석좌 교수로 재직하고 있다. Harris School of Public Policy 교수 ; 인간 개발 경제 센터(CEHD) 소장; HCEO(Human Capital and Economic Opportunity) 글로벌 워킹 그룹의 공동 이사이다. 그는 또한 로스쿨의 법학 교수, American Bar Foundation의 선임 연구원, National Bureau of Economic Research의 연구원이기도 하다. 2000년 헤크먼은 계량 경제학 및 미시 경제학의 선구적인 작업으로 Daniel McFadden과 함께 노벨 경제학상을 공동 수상했다. 2020년 12월 기준 RePEc에 따르면 그는 세계에서 두 번째로 영향력 있는 경제학자이다.
헤크먼은 일리노이 주 시카고에서 태어났다. 그는 1965년 콜로라도 대학에서 수학 학사 학위와 박사 학위를 받았다. Stanley W. Black의 지도하에 "노동의 공급과 재화의 수요에 관한 세 가지 에세이"라는 제목의 박사 학위 논문을 마친 후 1971년 프린스턴 대학에서 경제학 박사 학위를 받았다.
그는 1973년 시카고 대학교 로 옮기기 전에 컬럼비아 대학교에서 조교수로 재직했다. 그는 Carolyn Heinrich, George Borjas, Stephen Cameron, Mark Rosenzweig 및 Russ Roberts를 포함하여 70명이 넘는 학생들의 논문 지도교수였다.
헤크먼은 경제학부에서 Henry Schultz Distinguished Service Professor 및 Economics Research Center 소장으로 재직하고 있을 뿐만 아니라 Law School의 법학 교수이자 Harris School of Public Policy의 교수이기도 하다. 그는 사회 프로그램 평가 센터와 아동 발달 연구 센터의 이사이다. 그는 또한 Becker Friedman Institute for Research in Economics 's Research Council의 회원이기도 하다. 헤크먼은 다른 기관에서 많은 임명을 받았으며 특히 유니버시티 칼리지 런던 (2004-2008), 유니버시티 칼리지 더블린의 과학 및 사회 교수(2005-2014) 및 Alfred 예일 대학교의 Cowles 특임 객원 교수(2008-2011). 그의 현재 임명에는 서던캘리포니아 대학 Leonard D. Schaeffer 건강 정책 및 경제 센터의 상주 장학생(2015-과 재정 연구 연구소의 국제 연구 펠로우(2014-)가 있다.
헤크먼은 선택 편향과 자기 선택 분석, 특히 헤크먼 수정에 대한 기여로 유명하여 노벨 경제학상을 수상했다. 그는 노동 경제학, 특히 유아 교육 프로그램의 효과에 관한 실증적 연구로도 유명하다.
그의 연구는 개인 및 세분화된 그룹의 모델 , 이질성, 다양성 및 관찰되지 않은 반사실 상태에 의해 생성된 문제와 가능성에 특히 중점을 두고 경제 정책 평가를 위한 과학적 기반을 개발하는 데 전념해 왔다. 그는 이러한 문제를 해결하는 새로운 계량 경제학 도구를 개발했다. 그의 연구는 정책 입안자들에게 교육, 직업 훈련, 노동 시장 분석에서 일반 균형 설명의 중요성, 차별 금지법 및 시민권과 같은 영역에 대한 중요한 새로운 통찰력을 제공했다. 그는 아프리카계 미국인의 경제 발전을 촉진하는 데 1964년 민권법의 강력한 인과 효과를 보여주었다. 그는 최근 미국에서 고등학교 중퇴율이 증가하고 있음을 보여주었다. 그는 노동 시장에서 분류의 경제적 이점, 적극적인 노동 시장 프로그램의 비효율, 교육에 대한 경제적 이익을 연구했다.
그의 최근 연구는 유아 교육의 경제학에 특히 중점을 두고 불평등, 인간 발달 및 생애주기 기술 형성에 중점을 둔다. 그는 현재 유아기 개입에 대한 새로운 사회적 실험과 오래된 실험을 재분석하고 있다. 그는 또한 미국과 서유럽에서 하층 계급의 출현을 연구하고 있다. 예를 들어, 그는 높은 IQ가 개인의 재정적 성공 가능성을 1~2%만 향상시킨다는 것을 보여주었다. 그 대신에 "성실" 또는 "근면, 인내, 자제"가 재정적 성공으로 이어진 것이다.